# یوسف حسن (بازیکن فوتبال قطری)
یوسف حسن محمد علی (عربی: يوسف حسن؛ زادهٔ ۴ مهٔ ۱۹۹۶) یک بازیکن فوتبال اهل قطر است که در پست دروازه‌بان برای باشگاه ورزشی الغرافه و تیم ملی فوتبال قطر بازی میکند.
وی دارای اصالت مصری است.

## تیم ملی
وی همچنین در تیم‌های ملی فوتبال زیر ۲۰ سال قطر زیر ۲۳ سال قطر بازی کرده است.